# 孙瑞彬
孙瑞彬（1959年9月19日—），男，汉族，河北昌黎人，中华人民共和国政治人物。河北医学院邯郸分院（现并入河北工程大学）毕业，中国社会科学院工业经济系企业管理专业在职研究生学历。

## 生平
1975年7月参加工作，任魏县下乡知青。1977年12月，在河北医学院邯郸分院学习。1980年3月，任河北彭城耐火材料厂团委副书记。1984年9月，任邯郸钢铁总厂团委常委兼机关团委书记，厂团委副书记、书记（其间，1985年5月加入中国共产党；1985年9月至1988年7月，在省委党校党政干部函授学院学习；1991年9月至1994年6月，在北京科技大学成人教育学院函授管理工程专业学习）。1995年8月，任邯郸钢铁总厂第三炼钢厂党委书记。
1999年1月，任重庆特殊钢（集团）有限责任公司总经理助理、副总经理。2000年11月，任万盛区政府副区长。2002年12月，任中共万盛区委副书记，区政府代区长（2003年3月当选区长）。2004年5月，任中共重庆市万盛区委书记。
2005年1月，任中共沧州市委副书记，市政府代市长（3月当选市长）。2006年11月，任中共邯郸市委书记。2008年1月，任河北省人民政府副省长。2010年8月，任中共河北省委常委、中共石家庄市委书记。2016年11月，不再担任中共河北省委常委、石家庄市委书记。2017年1月，当选河北省政协副主席。
2023年1月14日，卸任河北省政协副主席职务。